# Крепостнов, Валерий Васильевич
Крепостнов Валерий Васильевич (род. 23 мая 1965, Магнитогорск, Челябинская область) — политик и предприниматель из Кировской области Российской Федерации. Совладелец агропромышленного холдинга «Дороничи», крупнейшего производителя сельскохозяйственной продукции в Кировской области. Заместитель председателя правительства Кировской области с 2007 по 2009 года. Член партии «Единая Россия».

## Биография
Родился 23 мая 1965 года в г. Магнитогорске Челябинской области.
1983—1983 гг. — Ордена Ленина Строительно-монтажный трест, плотник 2-го разряда;
В том же году переехал в Киров. Был приглашён на работу
1986—1986 гг. — служба в СА. Войсковая часть 10866, техник ВЦ;
1986—1990 гг. — учеба на дневном отделении Свердловского юридического института им. Р. А. Руденко, Свердловск; Получил диплом юриста.
1988—1990 гг. — Свердловский юридический институт им. Р. А. Руденко, кубовщик общежития;
1990—1991 гг. — юрисконсультант отдела внешнеэкономических связей КМПО имени ХХ партсъезда — ныне предприятия «Авитек».
1991—1992 гг. — АО «Вимек», заместитель директора, Киров;
с 1992 по 2002 гг. — работа на руководящих должностях производственно-коммерческих структурах; с 1993 гг. — в основном в предприятиях агропромышленного комплекса Кировской области.
С 1999 года — коммерческий директор сельскохозяйственной компании «Агросоюз».
2002—2006 гг. — ЗАО Агрофирма «Дороничи», генеральный директор, г. Киров, пос. Дороничи; под руководством Крепостнова отстающее предприятие быстро выходит в лидеры областного агропромышленного бизнеса. Погашены долги перед государством и сотрудниками, модернизировано оборудование и увеличено поголовье свиней.
2006—2007 гг. — генеральный директор ОАО «Кировский мясокомбинат»;
2006—2007 гг. — депутат Законодательного собрания Кировской области;
с 2007 по 2009 г. — первый заместитель Председателя Правительства Кировской области.
С 2009 по н.в. — директор по стратегическому развитию ОАО «Кировский мясокомбинат»
С 2017 — депутат Кировской городской Думы шестого созыва.

## Политическая деятельность

### В Аграрной партии России
До 2005 года состоял в Аграрной партии России и возглавлял её Кировское отделение. В апреле 2005 года в ходе довыборов в Кировскую гордуму выдвинут от Аграрной партии России и был зарегистрирован кандидатом.
Одна из агитационных акций В. Крепостнова в ходе этой предвыборной кампании состоялась 8 марта 2005 года: инспекторы ГИБДД от имени кандидата дарили всем женщинам-водителям тюльпаны. Однако выборы по округу № 4, где баллотировался В. Крепостнов, не состоялись из-за низкой явки — на участки пришло 13,87 % зарегистрированных избирателей
,

### В партии «Единая Россия»
В декабре 2005 года В. Крепостнов покинул АПР и перешел в «Единую Россию». в 2006 г. по списку «Единой России» избран в Законодательное Собрание Кировской области IV созыва.
В июле 2010 года назначен куратором местного отделения «Единой России» в Малмыжском районе Кировской области.

#### Предвыборная кампания по выборам в ОЗС Кировской области в 2010—2011 г.
В ходе подготовки предвыборной кампании в Законодательное Собрание области в 2010 году сам факт членства В. Крепостнова в «Единой России» был использован кировской оппозицией для критики этой партии..

##### Участие в руководстве предвыборной кампанией ЕР в Кировской области
В ходе предвыборной кампании в Областное законодательное собрание Кировской области в октябре 2010 года Валерий Крепостнов, как сообщалось, практически стал «теневым» руководителем предвыборного штаба ЕР в Кирове, а на одном из совещаний в областной администрации он якобы требовал от глав районов «вбрасывать» голоса.. По сообщениям областной прессы и блогеров, г-н Крепостнов курировал и работу уволенной впоследствии группы PR-технологов, которой приписывали создание инструкции по использованию грязных выборных инструментов,.

##### Отставка секретаря Кировской ЕР Васильева
В декабре 2010 года имя Валерия Крепостнова много упоминалось в связи с отставкой секретаря Кировского отделения «Единой России» Владимира Васильева. Тот был отправлен в отставку в связи с тем, что якобы сформировал списки кандидатов c нарушением партийных норм, «под влиянием одной из региональных финансово-промышленных групп». ИА «Регнум» утверждало, что под «финансово-промышленной группой» имелся в виду т. н.блок «Олег Березин — Константин Гозман — Валерий Крепостнов»,а московская деловая газета «Взгляд» одной из причин отставки Васильева назвала то, что «в Интернете заметили попытку богатейшего предпринимателя региона Валерия Крепостнова поставить под контроль местный парламент»..
Вместе с тем газета «КоммерсантЪ-НН» цитировала также источник в руководстве ЕР, который считал, что причиной отставки Васильева было, напротив, строгое следование партийным нормам и отказ включать в партийные списки кандидатов, не прошедших праймериз.
При этом в обновлённые в связи с отставкой Васильева списки кандидатов на выборы в Заксобрание от ЕР вновь вошли как большинство причисляемых к сторонникам Валерия Крепостнова кандидатов, так и сам господин Крепостнов.

## Депутат Законодательного собрания Кировской области
В марте 2006 года по Кировскому избирательному округу № 24 избран в Областное законодательное собрание Кировской области. В апреле 2007 В. Крепостнов года досрочно сложил с себя депутатские полномочия в связи с замещением должности первого заместителя председателя правительства Кировской области.
В декабре 2010 года вошел в списки кандидатов в депутаты Законодательного собрания Кировской области от Кировского отделения «Единой России».
В марте 2011 года при помощи принудительного подвоза избирателей с других округов избран депутатом Законодательного собрания Кировской области по Оричевскому избирательному округу № 10 (Арбажский, Верхошижемский и Оричевский районы).

## Заместитель председателя правительства Кировской области
В правительстве Кировской области при губернаторе Николае Шаклеине Валерий Крепостнов ведал вопросами экономического развития области, лесного хозяйства и лесопромышленного комплекса, управления государственной собственностью, исполнения законодательства о приватизации, организации размещения заказов на поставки товаров, выполнение работ и оказание услуг для государственных нужд области, лицензирования производства и оборота этилового спирта, алкогольной и спиртосодержащей продукции, транспорта, дорожного строительства. Утверждение В. Крепостнова на эту должность голосованием в Законодательном Собрании Кировской области газета «КоммерсантЪ-НН» назвала «формальностью».
Возглавлял несколько комиссий областного правительства, а именно,:
- межведомственную комиссию при правительстве области по противодействию коррупции и криминализации экономики Кировской области,
- межведомственную комиссию по эффективному лесопользованию в Кировской области,
- комиссию по вопросам анализа и повышения эффективности работы по размещению государственными заказчиками заказов на поставки товаров, выполнение работ, оказание услуг для государственных нужд области межведомственную комиссию по контролю за поступлением арендной платы за землю в доход федерального и областного бюджетов,
- областную межведомственную комиссию по координации в сфере осуществления государственного контроля за соблюдением организациями законодательства, регулирующего производство и оборот этилового спирта, алкогольной и спиртосодержащей продукции,
- межведомственную комиссию по координации деятельности по отдельным вопросам земельных отношений на территории Кировской области,
- комиссию по обеспечению безопасности дорожного движения при Правительстве области;

Полномочия заместителя председателя правительства области сложил с себя одновременно со всем составом правительства, которое было сформировано Н.Шаклеиным.
В 2009 году Валерия Крепостнова называли в качестве наиболее вероятного «преемника» Николая Шаклеина. Однако в 2009 году губернатором был назначен Никита Белых. В состав нового правительства области Валерий Крепостнов включен не был.

### Блок или «группировка ШБК»
Журнал «Эксперт» называл В. Крепостнова «ближайшим соратником» и «альтер эго» губернатора Николая Шаклеина. В публикациях оппозиционных СМИ Кировской области В. Крепостнов часто упоминается как один из участников блока или «группировки ШБК» («Шаклеин-Березин-Крепостнов»), неформального центра влияния, использовавшего в период губернаторства Н. Шаклеина административный ресурс в целях создания благоприятных условий для бизнеса компаний, принадлежавших В. Крепостнову и еще одному кировскому бизнесмену, Олегу Березину..
В ходе рассмотрения иска Н. Шаклеина против газеты «Вятский наблюдатель» Первомайский районный суд г. Кирова постановил в 2008 году, что заявления о существовании «группировки ШБК» не соответствуют действительности..

### Общественная критика
Во время работы Валерия Крепостнова на должности первого заместителя председателя правительства Кировской области, СМИ Кировской области критиковали его за потворствование интересам крупного бизнеса и лоббирование интересов группы «Дороничи» и её партнеров.
В частности, предметом внимания прессы становились следующие события:
- Получение предприятиями группы «Дороничи» гарантий областного бюджета на сумму около 1 млрд рублей. Эти компании стали первыми в Кировской области частными предприятиями, получившими гарантии областного бюджета Кировской области без права регрессного взыскания.[27],[28]
- Вывод в 2007—2008 гг. из сельскохозяйственного оборота земельных участков, принадлежащих предприятиям группы «Дороничи» и перевод этих земель в категорию участков под застройку. При этом, когда с подобными запросами обращались другие лица и предприятия, эти запросы, по сообщениям областных СМИ, отклонялись «еще на стадии приема документов».[29].
- Протесты и судебные иски долевых собственников земель, которыми пользовалось ОАО «Красногорский» (часть холдинга «Дороничи»). По словам одной из истиц. ОАО «Красногорский» принуждало бывших работников совхоза — долевых совладельцев земель «Красногорского» — продавать компании свои доли земли по не устраивающей тех цене и препятствовало выделению этих долей в натуре.[30],
- Разработка в правительстве области проекта организации терминалов по погрузке лесных грузов на экспорт. Это, по мнению критиков проекта, могло «окончательно похоронить малое предпринимательство в лесной отрасли» области[31]

### Конфликты с «Вятским наблюдателем»
В апреле 2008 года Кировское УВД предписало закрыть веб-сайт кировской газеты «Вятский наблюдатель» в связи с тем, что с информационного ресурса ВН шло, как говорилось в требовании, «распространение оскорблений в отношении первого заместителя председателя правительства Кировской области Крепостнова Валерия Васильевича, публичные призывы к экстремизму, возбуждение ненависти в отношении областного правительства».

Во время рассмотрения исков В.Крепостнова, О.Березина и Н.Шаклеина против газеты «Вятский Наблюдатель» В.Крепостнов также подал отдельный иск против главного редактора «Наблюдателя» Сергея Бачинина, обвинив того в клевете.

## Предпринимательская деятельность
Валерий Крепостнов — один из совладельцев группы агропромышленных предприятий « Дороничи». В группу входят ЗАО «Дороничи», ЗАО «Красногорский», ОАО «Кировский мясокомбинат», «Кировская молочная компания»..

### Связанные компании

#### Межрегионмедснаб
В 2004 году В. Крепостнов основал ООО «Межрегионмедснаб», занимающееся поставками медицинского оборудования. В 2008 году в фирме «Лабдиа», конкурировавшей с «Межрегионмедснабом» в конкурсе на поставку гематологических анализаторов, прошел обыск по поддельному постановлению, из-за которого «Лабдиа» могла лишиться возможности подать заявку на участие в конкурсе. Факт подделки постановления на обыск выяснился случайно. Затем, когда «Лабдиа» все же выиграла конкурс, её поставщик отказался поставлять оборудование, утверждая, что оно уже зарезервировано за «Межрегионмедснабом».. А кировская газета «Прецедент» писала о том, что эта компания использовала «административный ресурс» своего учредителя, Валерия Крепостнова, для прикрытия невыполнения обязательств по поставкам в районные больницы и поликлиники лекарств.

#### Домис-Л
С именем В. Крепостнова связывают также ООО «Домис-Л», участвовавшее в конфликте вокруг приватизации Лузского лесопромышленного комплекса. В 2006 году ЛПК был куплен с торгов финскими инвесторами, которые вскоре после покупки столкнулись с административными трудностями. В областных СМИ цитировались точки зрения жителей г. Лузы о том, что трудности были вызваны намеренно, для того, чтобы вынудить финских собственников уступить «Домису» контроль над предприятием..

## Образование
Свердловский юридический институт, судебно-прокурорский факультет (1990 г.).

## Награды
МВД России «200 лет МВД России»;
Министерства обороны РФ «200 лет Министерству обороны».
В 2000 году Валерий Крепостнов указом Патриарха Московского и Всея Руси Алексия II награждён медалью Преподобного Сергия Радонежского II степени за большой вклад в возрождение Вятской епархии.

## Семейное положение
Женат, трое детей.